# Bataille de Djebel Sidi Aïch
La bataille de Djebel Sidi Aïch est une bataille qui oppose, du 20 au 23 novembre 1954, les troupes du chef fellaga Lazhar Chraïti (composées de 500 combattants) à la moitié des forces françaises présentes en Tunisie (50 000 soldats) entre le djebel Nador, dans la délégation de Majel Bel Abbès, et le djebel Sidi Aïch, dans le gouvernorat de Gafsa.
Elle s'inscrit dans la lutte armée du mouvement national tunisien.

## Contexte historique
La bataille s'inscrit dans le cadre de la résistance tunisienne contre l'occupation française. Lazhar Chraïti, chef charismatique des fellagas, avait combattu en Palestine avant de revenir en Tunisie pour libérer son pays,.

## Déroulement
À 200 mètres de Sidi Aïch, dans le djebel Nador, les soldats français, dont la plupart reviennent de la guerre d'Indochine, assiègent 80 fellagas dirigés par Lazhar Chraïti. Ces derniers, connaissant bien le terrain, adoptent des positions défensives stratégiques qui compliquent la progression des troupes françaises,.
D'autres groupes rebelles arrivent dans la bataille pour soutenir les assiégés, ces derniers s'installant dans des positions imprenables, ce qui handicape les troupes françaises qui avancent dans la montagne. Cela explique aussi que beaucoup de cadavres de soldats français, atteints par les balles des rebelles attaquant dans plusieurs directions, sont répartis à travers le terrain. La bataille se déplace ensuite vers le djebel Sidi Aïch où des fellagas algériens coopèrent avec leurs camarades tunisiens.
La lutte dure trois jours, durant lesquels les soldats français sont équipés de 25 pièces d'artillerie de calibre 105, d'un grand nombre de chars, de véhicules blindés et de mitrailleuses lourdes, ainsi que de quarante avions de combat qui utilisent largement des bombes incendiaires au napalm.

## Point de vue politique
Malgré la victoire militaire, cette bataille provoque des dissensions au sein du mouvement national tunisien. Les dirigeants du Néo-Destour, dont Habib Bourguiba, Salah Ben Youssef et Mongi Slim, sont réticents face à cette initiative qui compromet la trêve conclue avec Pierre Mendès France,. Chraïti doit alors s'expliquer auprès de Lamine Bey pour justifier ses actions.

## Conséquences
La bataille se solde par 39 morts parmi les fellagas et environ 500 morts du côté des troupes françaises. Cette victoire des fellagas, bien que coûteuse, renforce la détermination du peuple tunisien à poursuivre la lutte pour l'indépendance,.